# 武生看護専門学校
武生看護専門学校（たけふかんごせんもんがっこう、英称：Takefu Nursing School）とは、福井県越前市中央にある3年制の看護学科を持つ専門学校である。

## 概要
一般社団法人武生医師会が、1998年に開設した看護学校。福井都市圏では8つある看護師の人材輩出教育機関の1つであるが、丹南地域（丹南二次医療圏）に限ると本校のみである。文科省付与の学校コードは「H118310000050」。

## 沿革
- 1887年（明治20年）6月 - 武生医師会の前身となる「南条郡医師組合」が福井県より認可。
- 1931年（昭和06年） - 前身となる私立武生産婆看護婦養成所として開所。
- 1932年（昭和07年）福井県指定産婆看護婦養成所として認可。
- 1947年（ 昭和22年）12月8日 - 一般社団法人武生医師会として福井県より認可。
- 1953年（昭和28年）- 武生准看護婦養成所に認定。
- 1961年（昭和36年） - 武生准看護学院に改称。
- 1995年（平成07年）3月 - 専修学校の専門課程に専門士の称号が付与。
- 1997年（平成09年）3月 - 「武生准看護学院」を閉校。
- 1997年（平成09年）12月 - 「武生看護婦養成専修学校」として認可。
- 1998年（平成10年）3月 - 武生看護専門学校校舎竣工・落成。
- 1998年（平成10年）4月 - 武生看護専門学校を開校。
- 2001年（平成13年）3月1日 - 本校修了者への専門士の付与。[3]
- 2002年（平成14年）3月 - 保健師助産師看護師法の施行（旧保健婦助産婦看護婦法）により男女ともに「看護師」という名称に統一。
- 2021年（令和03年） - 創立90周年を迎える。

## 設置学科
- 専門課程 看護学科（3年制）

## 取得できる資格・免許状
- 看護師 国家試験受験資格
- 保健師・助産師の養成機関受験資格
- 養護教諭免許一種の養成機関（看護系）受験資格
- 専門士（医療専門課程）の称号[4]
- 大学編入学受験資格（取得単位の置き換え）
- 国家公務員採用Ⅱ種試験等の受験資格取得

## 学内奨学金
- 武生医師会看護師修学資金

但し、学外の日本看護協会、各病院奨学金や地方自治体など就学資金支援制度（奨学金の給付/貸与）もあり。要確認。